# Coupe de Tchécoslovaquie masculine de volley-ball
 (signalé en août 2025).
Si vous disposez d'ouvrages ou d'articles de référence ou si vous connaissez des sites web de qualité traitant du thème abordé ici, merci de compléter l'article en donnant les références utiles à sa vérifiabilité et en les liant à la section « Notes et références ».
- Archive Wikiwix
- Bing
- Cairn
- DuckDuckGo
- E. Universalis
- Gallica
- Google
- G. Books
- G. News
- G. Scholar
- Persée
- Qwant
- (zh) Baidu
- (ru) Yandex
- (wd) trouver des œuvres sur Wikidata

La Coupe de Tchécoslovaquie de volley-ball masculin est la principale compétition de volley-ball masculin en Tchécoslovaquie, jusqu'à son arrêt en 1992.

## Historique
À la suite de la dislocation de la Tchécoslovaquie, la coupe n'existe plus sous cette formule depuis 1992.

## Palmarès

### 1971–1979
| - 1970 — N/A - 1971 — Slavia Olomouc - 1972 — Slavia Olomouc - 1973 — Slavia Olomouc - 1974 — Lokomotiv Trebova | - 1975 — Slavia Olomouc - 1976 — Slavia Olomouc - 1977 — Sokol Opava - 1978 — Slavia Olomouc - 1979 — Slavia Olomouc |

### 1980–1989
| - 1980 — Slavia Olomouc - 1981 — TJ Vitkovice - 1982 — VS Prague - 1983 — Skoda České Budějovice - 1984 — Slavia Olomouc | - 1985 — Skoda České Budějovice - 1986 — Slavia Olomouc - 1987 — Banik Pribram - 1988 — Slavia Olomouc - 1989 — VS Prague |

### 1990–1992
- 1990 : Agro Prostejov
- 1991 : TJ Vitkovice
- 1992 : Slavia Liberec